# لیرین
لیرین (انگلیسی: Lyrian؛ زاده ۲۱ سپتامبر ۱۹۸۵) یک خواننده پاپ، مانکن و صداپیشه زن اهل ژاپن است. 